# Henri Anier
Henri Anier (*17. prosince 1990 Tallinn) je estonský profesionální fotbalista, který hraje na pozici útočníka v estonském klubu Paide Linnameeskond a v estonském národním týmu.

## Reprezentační kariéra
Dne 25. května 2011 Anier neoficiálně debutoval v dresu Estonska při domácí prohře 1:2 s Baskickou reprezentací, která není součásti FIFA. Dne 10. června 2011 byl jmenován manažerem estonské reprezentace Tarmem Rüütlim do estonského týmu na přátelské zápasy proti Chile a Uruguayi. Anier oficiálně debutoval v utkání s Chile, při prohře 0:4 dne 19. června 2011. Svůj první reprezentační gól vstřelil dne 8. listopadu 2012 v přátelském utkání proti Ománu.

## Statistiky

### Klubové
K 12. listopadu 2017
| Klub                         | Sezóna  | Liga                  | Liga   | Liga | Pohár  | Pohár | Ligový pohár | Ligový pohár | Evropské poháry | Evropské poháry | Ostatní | Ostatní | Celkem | Celkem |
| Klub                         | Sezóna  | Liga                  | Zápasy | Góly | Zápasy | Góly  | Zápasy       | Góly         | Zápasy          | Góly            | Zápasy  | Góly    | Zápasy | Góly   |
| ---------------------------- | ------- | --------------------- | ------ | ---- | ------ | ----- | ------------ | ------------ | --------------- | --------------- | ------- | ------- | ------ | ------ |
| Warrior (host.)              | 2007    | Esiliiga              | 24     | 13   | 0      | 0     | —            | —            | —               | —               | —       | —       | 24     | 13     |
| Flora                        | 2008    | Meistriliiga          | 28     | 15   | 4      | 3     | —            | —            | 2               | 0               | 2       | 0       | 36     | 18     |
| Flora                        | 2009    | Meistriliiga          | 10     | 3    | 4      | 3     | —            | —            | 1               | 0               | 1       | 0       | 16     | 6      |
| Flora                        | 2010    | Meistriliiga          | 16     | 13   | 2      | 0     | —            | —            | 0               | 0               | 2       | 0       | 20     | 13     |
| Flora                        | 2011    | Meistriliiga          | 32     | 21   | 5      | 10    | —            | —            | 2               | 0               | 2       | 0       | 41     | 31     |
| Flora                        | Celkem  | Celkem                | 86     | 52   | 15     | 16    | —            | —            | 5               | 0               | 7       | 0       | 113    | 68     |
| Viking                       | 2012    | Tippeligaen           | 16     | 0    | 2      | 1     | —            | —            | —               | —               | —       | —       | 18     | 1      |
| Viking                       | 2013    | Tippeligaen           | 0      | 0    | 0      | 0     | —            | —            | —               | —               | —       | —       | 0      | 0      |
| Viking                       | Celkem  | Celkem                | 16     | 0    | 2      | 1     | —            | —            | —               | —               | —       | —       | 18     | 1      |
| Fredrikstad (host.)          | 2013    | Adeccoligaen          | 13     | 3    | 3      | 2     | —            | —            | —               | —               | —       | —       | 16     | 5      |
| Motherwell                   | 2013/14 | Scottish Premiership  | 33     | 9    | 1      | 0     | 1            | 0            | 2               | 0               | —       | —       | 37     | 9      |
| Erzgebirge Aue               | 2014/15 | 2. Bundesliga         | 6      | 0    | 2      | 0     | —            | —            | —               | —               | —       | —       | 8      | 0      |
| Dundee United                | 2014/15 | Scottish Premiership  | 12     | 1    | 2      | 0     | 2            | 0            | —               | —               | —       | —       | 16     | 1      |
| Dundee United                | 2015/16 | Scottish Premiership  | 7      | 1    | 2      | 2     | 0            | 0            | —               | —               | —       | —       | 9      | 3      |
| Dundee United                | 2016/17 | Scottish Championship | 1      | 0    | 0      | 0     | 4            | 2            | —               | —               | —       | —       | 5      | 2      |
| Dundee United                | Celkem  | Celkem                | 20     | 2    | 4      | 2     | 6            | 2            | —               | —               | —       | —       | 30     | 6      |
| Hibernian (host.)            | 2015/16 | Scottish Championship | 3      | 0    | 0      | 0     | 0            | 0            | —               | —               | 0       | 0       | 3      | 0      |
| Kalmar FF                    | 2016    | Allsvenskan           | 9      | 1    | 0      | 0     | —            | —            | —               | —               | —       | —       | 9      | 1      |
| Inverness Caledonian Thistle | 2016/17 | Scottish Premiership  | 13     | 0    | 2      | 0     | 0            | 0            | —               | —               | —       | —       | 15     | 0      |
| FC Lahti                     | 2017    | Veikkausliiga         | 14     | 6    | 0      | 0     | —            | —            | —               | —               | —       | —       | 14     | 6      |
| Celkem                       | Celkem  | Celkem                | 237    | 86   | 29     | 21    | 7            | 2            | 7               | 0               | 7       | 0       | 287    | 109    |

### Reprezentační
K 24. březnu 2021
| Estonsko | Estonsko | Estonsko |
| Rok      | Apps     | Goals    |
| -------- | -------- | -------- |
| 2011     | 2        | 0        |
| 2012     | 2        | 1        |
| 2013     | 9        | 4        |
| 2014     | 8        | 1        |
| 2015     | 2        | 0        |
| 2016     | 11       | 1        |
| 2017     | 13       | 3        |
| 2018     | 9        | 2        |
| 2019     | 5        | 1        |
| 2020     | 2        | 0        |
| Celkem   | 63       | 13       |

#### Reprezentační góly
K 24. březnu 2021. Skóre a výsledky Estonska jsou vždy zapisovány jako první.
| Gól | Datum              | Místo                                                        | Soupeř            | Skóre | Výsledek | Soutěž                                |
| --- | ------------------ | ------------------------------------------------------------ | ----------------- | ----- | -------- | ------------------------------------- |
| 1.  | 8. listopadu 2012  | Sultan Qaboos Stadium, Maskat, Omán                          | Omán              | 1:1   | 2:1      | Přátelský zápas                       |
| 2.  | 26. března 2013    | A. Le Coq Arena, Tallinn, Estonsko                           | Andorra           | 1:0   | 2:0      | Kvalifikace na Mistrovství světa 2014 |
| 3.  | 7. června 2013     | A. Le Coq Arena, Tallinn, Estonsko                           | Trinidad a Tobago | 1:0   | 1:0      | Přátelský zápas                       |
| 4.  | 19. listopadu 2013 | Rheinpark Stadion, Vaduz, Lichtenštejnsko                    | Lichtenštejnsko   | 2:0   | 3:0      | Přátelský zápas                       |
| 5.  | 19. listopadu 2013 | Rheinpark Stadion, Vaduz, Lichtenštejnsko                    | Lichtenštejnsko   | 3:0   | 3:0      | Přátelský zápas                       |
| 6.  | 18. listopadu 2014 | A. Le Coq Arena, Tallinn, Estonsko                           | Jordánsko         | 1:0   | 1:0      | Přátelský zápas                       |
| 7.  | 13. listopadu 2016 | Stadion krále Baudouina, Brusel, Belgie                      | Belgie            | 1:3   | 1:8      | Kvalifikace na Mistrovství světa 2018 |
| 8.  | 12. listopadu 2017 | Národní stadion, Ta' Qali, Malta                             | Malta             | 3:0   | 3:0      | Přátelský zápas                       |
| 9.  | 19. listopadu 2017 | ANZ Stadium, Suva, Fidži                                     | Fidži             | 1:0   | 2:0      | Přátelský zápas                       |
| 10. | 26. listopadu 2017 | Stade Numa-Daly Magenta, Nouméa, Nová Kaledonie              | Nová Kaledonie    | 1:0   | 1:1      | Přátelský zápas                       |
| 11. | 7. ledna 2018      | Zayed Sports City Stadium, Abú Zabí, Spojené arabské emiráty | Švédsko           | 1:0   | 1:1      | Přátelský zápas                       |
| 12. | 15. října 2018     | A. Le Coq Arena, Tallinn, Estonsko                           | Maďarsko          | 3:2   | 3:3      | Liga národů UEFA 2018/19              |
| 13. | 11. ledna 2019     | Chalífův mezinárodní stadion, Dauhá, Katar                   | Finsko            | 2:0   | 2:1      | Přátelský zápas                       |
| 14. | 24. března 2021    | Arena Lublin, Lublin, Polsko                                 | Česko             | 2:6   | 2:6      | Kvalifikace na Mistrovství světa 2022 |

## Ocenění

### Klubové
Flora
- Meistriliiga: 2010, 2011
- Estonský fotbalový pohár: 2007/08, 2008/09, 2010/11
- Estonský fotbalový superpohár: 2009, 2011